# Johan Petter Åberg
Johan Petter Åberg (tidigare Jonas Pettersson), född 8 augusti 1778 i Madesjö socken, Kalmar län, död 4 februari 1850 i Vassmolösa i Ljungby socken, Kalmar län,  var en svensk hovrättskommissarie och amatörorgelbyggare. Han var även kronolänsman och ekonomidirektör.
Åberg var självlärd som orgelbyggare och fick privilegier 1821 att bygga mindre orglar som inte hade fler än 20 stämmor. Han var anlitad för reparationer och nybyggnationer i Växjö och Lunds stift.
Inget av hans orgelverk finns bevarat, endast några fasader.
En av hans elever var Johan Magnus Blomqvist.

## Biografi
Åberg föddes 8 augusti på Brantås i Madesjö socken och var son till Peter Jonsson och Annica Jonsdotter. Han gifte sig och flyttade 1801 till Södra Agebo i Madesjö socken. Bosatte sig 1815 på Vassmolösa 6 i Ljungby socken, Kalmar län. Avled där 4 februari 1850 av ålderdom och han begravs den 12 samma år.

### Familj
Åberg gifte sig med Lena Petersdotter (1782). De fick tillsammans barnen: Fredrica (född 1802), Ingrid Lena (född 1804), Peter (född 1807), Gustava (född 1811), Vilhelm (född 1814).

## Lista över orglar
| År              | Ursprunglig kyrka          | Stift   | Bild | Manualer | Pedal   | Stämmor | Bevarad orgel/fasad | Övrigt |
| --------------- | -------------------------- | ------- | ---- | -------- | ------- | ------- | ------------------- | --- |
| 1822 eller 1824 | Döderhults kyrka           | Växjö   |      |          |         | 16      | Nej/Nej             | En ny orgel byggdes 1925 av Furtwängler & Hammer, Hannover, Tyskland. |
| 1824            | Kvillinge kyrka            |         |      |          |         |         |                     | |
| 1825            | Stenberga kyrka            | Växjö   |      | 1        | Bihängd | 8       | Nej/Nej             | En ny orgel byggdes 1907 av Emil Wirell, Växjö. 1988 byggde Nils Olof Berg en rekonstruktion av Åbergs orgel i kyrkan. Fasaden är även en rekonstruktion som ritades av Ulf Oldaeus.                    |
| 1825            | Oskarshamns kyrka          |         |      |          |         |         |                     | |
| 1826            | Annerstads kyrka           | Växjö   |      |          |         | 11      | Nej/Ja              | Orgeln omändrades om 1886 av Carl August Johansson, Hovmantorp. En ny orgel byggdes 1931 av A Mårtenssons Orgelfabrik AB, Lund.                                                                         |
| 1828            | Asarums kyrka              |         |      |          |         |         |                     | |
| 1828            | Långaryds kyrka            | Växjö   |      |          |         | 17      | Nej/Ja              | En ny orgel byggdes 1934 av Åkerman & Lund, Sundbybergs stad. |
| 1830            | Fliseryds kyrka            | Växjö   |      |          |         | 8       | Nej/Nej             | En ny orgel byggdes 1862 i Fliseryds kyrka av Per Larsson Åkerman, Stockholm. Åbergs orgel såldes 1861 till Långlöts kyrka. En ny orgel byggdes 1896 i Långlöts kyrka av E A Setterquist & Son, Örebro. |
| 1833 eller 1834 | Sölvesborgs kyrka          | Lunds   |      |          |         | 15      | Nej/Nej             | En ny orgel byggdes 1905 av Johannes Magnusson, Göteborg. |
| 1833            | Ås kyrka, Öland            |         |      |          |         |         |                     | Ombyggnation. |
| 1837 eller 1838 | Långasjö kyrka             | Växjö   |      |          |         | 19      | Nej/Ja              | En ny orgel byggdes 1928 av Olof Hammarberg, Göteborg. |
| 1841            | Hjortsberga kyrka, Småland |         |      |          |         |         |                     | |
| 1885            | Njutångers kyrka           | Uppsala |      |          |         | 4       | Nej/Nej             | Eventuellt byggd av Andreas Åbergh. En ny orgel byggdes 1912 av Erik Henrik Eriksson, Gävle. |